# Philipp Zepnik
Philipp Zepnik (7 dicembre 1988) è un ex sciatore alpino tedesco.

## Biografia
Attivo in gare FIS dal dicembre del 2003, Zepnik ha esordito in Coppa Europa il 16 febbraio 2007 a Oberjoch in slalom speciale, senza completare la prova, e in Coppa del Mondo il 14 dicembre 2012 in Val Gardena in supergigante (55º). Nel massimo circuito internazionale ha ottenuto il suo miglior piazzamento il giorno successivo nella medesima località in discesa libera (21º) e ha disputato l'ultima delle sue quattro gare il 23 febbraio 2013, la discesa libera di Garmisch-Partenkirchen dove si è piazzato 55º.
Si è ritirato al termine della stagione 2012-2013 e la sua ultima gara è stata un supergigante FIS disputato a Garmisch-Partenkirchen il 28 marzo, non completato da Zepnik; in carriera non ha preso parte a rassegne olimpiche o iridate.

## Palmarès

### Coppa del Mondo
- Miglior piazzamento in classifica generale: 129º nel 2013

### Coppa Europa
- Miglior piazzamento in classifica generale: 63º nel 2012

### Nor-Am Cup
- Miglior piazzamento in classifica generale: 45º nel 2013
- 2 podi:
  - 2 terzi posti

### Campionati tedeschi
- 4 medaglie:
  - 2 ori (supergigante nel 2010; supergigante nel 2013)
  - 1 argento (discesa libera nel 2013)
  - 1 bronzo (supergigante nel 2011)